# Wynigen
Wynigen est une commune suisse du canton de Berne, située dans l'arrondissement administratif de l'Emmental. Au 31 décembre 2019, elle compte 2 093 habitants.

## Patrimoine bâti
L'église protestante est élevée par Abraham Dünz l'Aîné (1671).

Photographie aérienne de Walter Mittelholzer (1922).
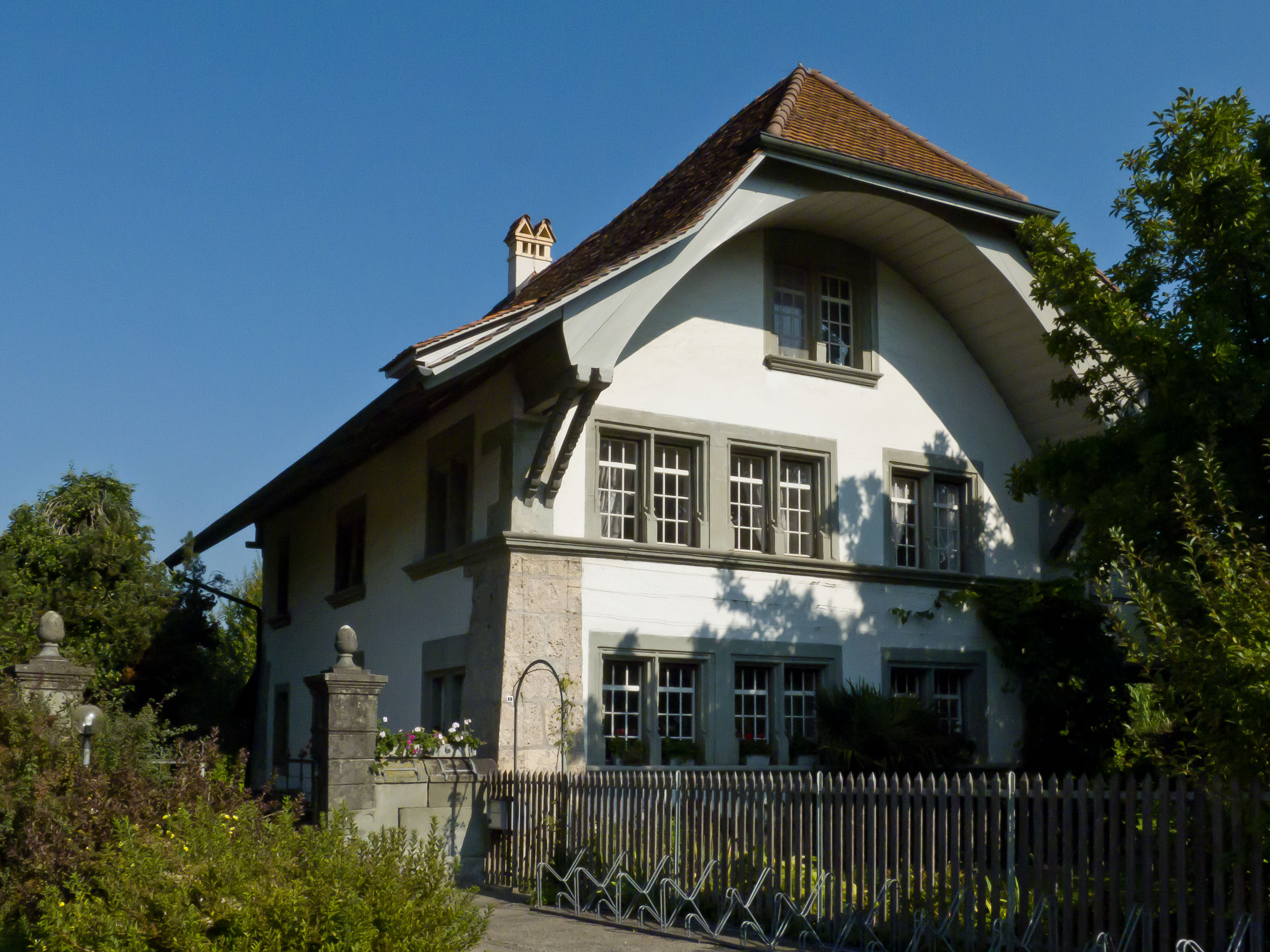
Pfarrhaus.
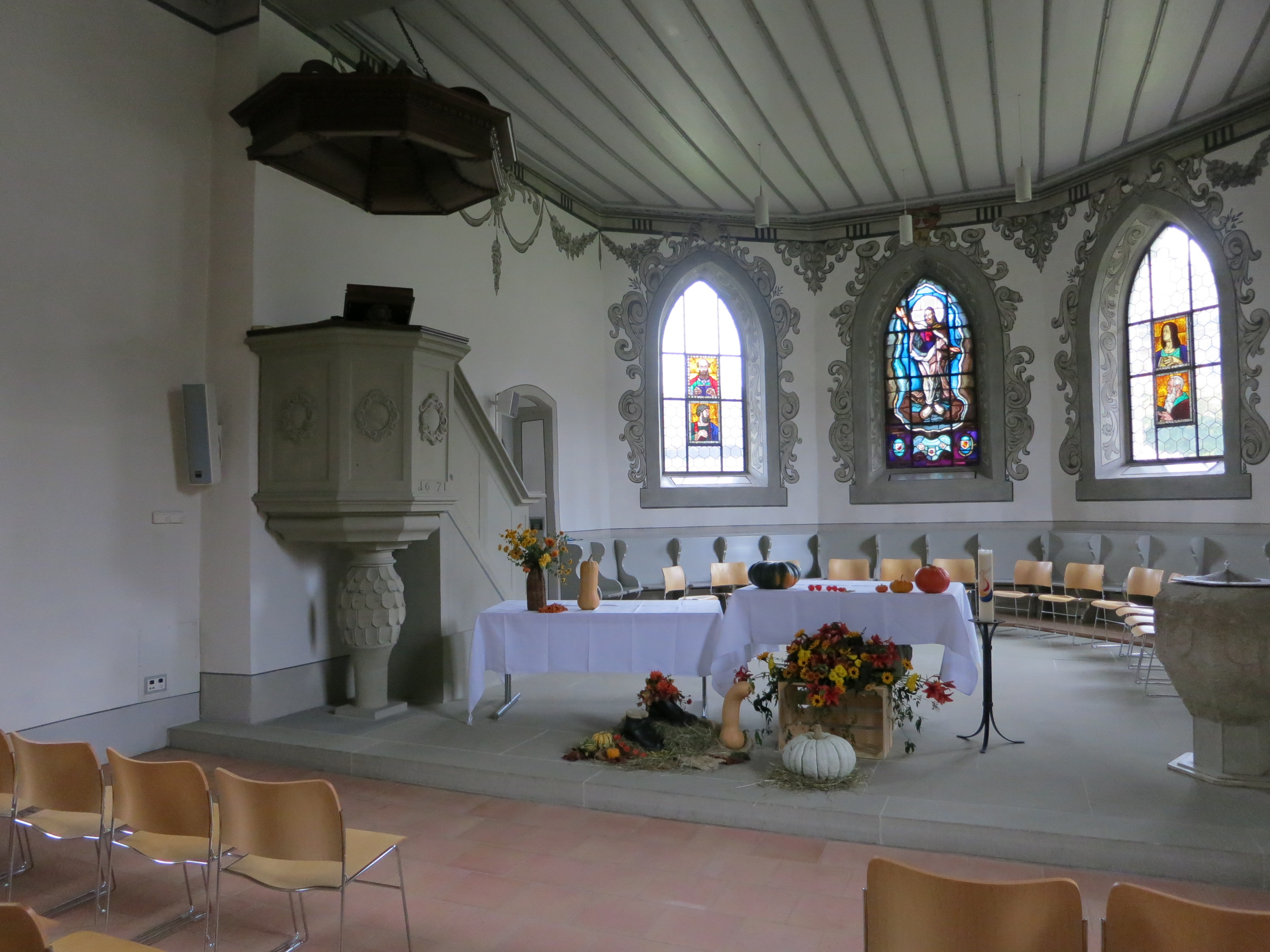
Église.

## Personnalité liée à la commune
- Rudolf Sutermeister (1802-1868), médecin et socialiste utopiste suisse allemand.